# フロイド・B・オルソン
フロイド・ビョルンステルネ・オルソン（Floyd Bjørnstjerne Olson, 1891年11月13日 - 1936年8月22日)は、アメリカ合衆国の政治家、検事。第22代ミネソタ州知事。

## 生涯

### 政界入りまでの経歴
1891年、ミネソタ州のミネアポリスでノルウェー人の父とスウェーデン人の母との間に生まれる。
1909年に高校を卒業すると、ノーザン・パシフィック鉄道に就職。翌年にはミネソタ大学に入学するも僅か1年で退学し、カナダやアラスカで働いた。その後シアトルで港湾労働者として働き、その間に本を通してポピュリズムや反社会主義に触れた。
1913年にミネソタ州に戻ったオルソンは、ノースウェスタン大学の法学部(現在のウィリアムミッチェル法科大学)に入学し、1915年に学位を取得。その年に妻のエイダと出会い結婚し、弁護士の職に就いた。
1919年、ヘネピン郡の検事補となる。翌年には上司である検事が収賄により解雇され、オルソンは検事へと昇任した。この任期中、彼は悪徳商人の追及などで有名になる。そして1922年と1926年にはクー・クラックス・クランが起こした事件を脅迫にも動じずに追及し、検事としての名声を得た。

### 検事から州知事へ
1923年、保守派組織であるミネソタ市民同盟が労働組合の指導者を暗殺しようとした事件を担当したオルソンは、市民同盟への積極的な追及により地元の労働運動で英雄となった。
強力な地盤を獲得したオルソンは、1924年にミネソタ農民労働者党の代表としてミネソタ州の知事選挙に出馬する。選挙戦では惜しくも共和党の候補であるセオドア・クリスチャンソンに敗れたが、それでも5%差で2位に付けるという奮闘ぶりであった。
選挙から4年後の1928年、農業労働者党へと再編された新党は再びオルソンを候補として知事選に打って出ようとした。しかし当のオルソン本人が出馬を辞退し、代わりの候補もこの選挙戦では敗北を喫した。
1930年、前年から始まった世界恐慌の影響はミネソタの地にも及んでいた。そんな中オルソンは農民や労働者、自営業主を農業労働者党の味方に付けミネソタ州知事選挙に出馬する。オルソンはこの選挙で59%の得票率で地滑り的勝利を果たし、翌1931年に第22代ミネソタ州知事に就任した。

### ミネソタ州知事
オルソンが知事に就任した当時、州議会は無党派の議員が多数を占めていた。しかし実際には保守派の共和党議員が全体を動かしており、当初は彼が議会に提案した政策が通らない事も多かった。そうした逆風にも拘らず、オルソンは自身の知事としての素質を多くの議員に納得させることが出来た。彼は知事としての任期中に様々な進歩的政策を実行に移し、1932年と1934年の知事選挙での再選を果たした。1935年、翌年の大統領選挙への出馬が取り沙汰されていたオルソンは、大統領選挙ではなく上院での議席獲得を目指して動き始めた。

### 闘病と死去
新たな舞台へ進もうとしていたオルソンであったが、一方で彼の健康は蝕まれつつあった。当選以来、胃潰瘍に苦しめられてきたオルソンは、1935年の12月にロチェスターにあるメイヨー・クリニックを訪れた。そこで彼は胃癌と診断されたが、病状の深刻さは彼には伝えられなかった。彼は治療と知事としての職務、そして国政進出の為の選挙対策を並行して行った。しかし病状は悪化する一方で、彼の癌は体の別の場所にも転移する様になった。
彼は1936年6月29日のミネアポリスのミネハハ公園でのスピーチを最後に、市民の前から姿を消した。医師達の治療もむなしく、彼は1936年8月22日に入院先のメイヨー・クリニックで息を引き取った。

## 知事としての功績
オルソンの3期に亘る知事としての任期の間、彼は社会保障に重点を置いた政策を行った。
先ず始めに彼は所得税を累進課税方式へと変更することで、低所得者の負担を軽減した。更には最低賃金の引き上げと失業保険制度の導入、そして男女の平等な賃金と団体交渉権を保障することで労働者の保護を手厚いものにした。次に彼は高齢者向けの社会保障プログラムを作成し、高齢者福祉の充実を図った。他にも州の環境保全プログラムを拡大し、環境の保護に努めた。
次いで彼は電気事業や鉱業、更には農業の一部の道具を州の所有にすることを目指した。しかしこれらの法案は社会主義的要素が強いとして反対され、結局成立されることは無かった。
このようにオルソンの政策には進歩的、民主社会主義的なものが多く取り入れられた。彼は自身の政策をコーポラティズムであると主張している。